# Biserica Sfânta Ecaterina din Milcovul
Biserica „Sfânta Ecaterina” din Milcovul este un monument istoric aflat pe teritoriul satului Milcovul, comuna Milcovul.
Biserica cu hramul „Sf. Ecaterina” a fost construita în seculul al XIX-lea si sfintita în anul 1893. Biserica, monument istoric, prezinta o arhitectura de tip neoclasic cu plan dreptunghiular terminat spre est cu un altar larg poligonal de aceiasi latime si 4 turnuri. Aceste turnuri formeaza nise în dreptul pronaosului si naosului iar la partea superioara turnurile se termina cu turle octogonale –actualmente din lemn acoperite cu tabla. Deasupra pronaosului se afla cafasul care este despartit de naos prin doua coloane scunde rotunde; doi stâlpi cu sectiunea patrata care înglobeaza catapeteasma separa naosul de altar. În interior, lipit de pragul înaltei usi metalice de intrare se afla o trapa în doua canate care acopera o scara care accede la o cripta subterana boltita cu piatra cioplita. Zona intrarii este protejata de o copertina cu bolti în arcuri de cerc închise cu traforuri metalice sprijinita pe zidul bisericii si pe doi stâlpi din teava metalica.